# 沖野町 (太田市)
沖野町（おきのちょう）は、群馬県太田市にある地名（町丁）。郵便番号は373-0045。

## 概要
宝泉地区にある町丁。

## 地理

### 近隣町丁
- 別所町
- 新田小金井町
- 新田村田町
- 上田島町
- 西野谷町
- 宝町

## 世帯数と人口
2022年（令和4年）3月31日現在の世帯数と人口は以下の通りである。
| 町丁   | 世帯数  | 人口  |
| ------ | ------- | ----- |
| 沖野町 | 116世帯 | 332人 |

## 交通

### 鉄道
町内に鉄道は通っていない。

### 道路
- 太田西部幹線

## 施設
- 延命寺